# La Vega (Granada)
La Vega es una localidad y pedanía española perteneciente al municipio de Caniles, en la provincia de Granada, comunidad autónoma de Andalucía. Está situada en la parte centro-sur de la comarca de Baza. Cerca de esta localidad se encuentran los núcleos de Caniles, Baza y Los Gallardos.

## Demografía
Según el Instituto Nacional de Estadística de España, en el año 2023 La Vega contaba con 107 habitantes censados.